# Trophée mondial de course en montagne 2004
Navigation
2003 2005
Le Trophée mondial de course en montagne 2004 est une compétition de course en montagne qui s'est déroulée le 5 septembre 2004 au Sauze d'Oulx dans le Piémont en Italie. Il s'agit de la vingtième édition de l'épreuve.

## Résultats
L'épreuve féminine junior se déroule sur un parcours de 3,57 km et 447 m de dénivelé. La Russe Ioulia Motchalova domine la course et s'impose aisément avec une minute trente d'avance sur la Slovène Lucija Krkoč. Mateja Kosovelj complète le podium.
Le parcours de la course masculine junior mesure 8,46 km pour 862 m de dénivelé. Annoncé comme favori, l'Écossais Iain Donnan se retrouve au coude-à-coude avec le Mexicain Juan Carlos Carera avant de se faire doubler par le duo érythréen composé de Haben Mohamed et Kiflom Weldemichael qui s'offre les deux premières marches du podium. Juan Carlos parvient à s'accrocher pour remporter la médaille de bronze tandis que Iain termine à la sixième place,.
La course féminine senior a lieu sur le même parcours que celui des juniors masculins. Deux semaines après avoir terminé 28e du marathon olympique d'Athènes, la Tchèque Anna Pichrtová réalise une excellente course, menant les débats. Lors des 400 derniers mètres sur un replat, l'Italienne Rosita Rota Gelpi lance son attaque et parvient à s'imposer au sprint. L'Autrichienne Andrea Mayr parvient à doubler l'Italienne Antonella Confortola pour décrocher la médaille de bronze. L'Italie remporte le classement par équipes devant l'Autriche et les États-Unis qui décrochent leur première médaille par équipes,.
Le tracé masculin senior mesure 10,14 km pour 1 017 m de dénivelé. L'Érythréen Tesfayohannes Mesfin crée la surprise en prenant la tête dès le début. Imposant son tempo soutenu, il n'est suivi que par la favori Jonathan Wyatt. Assumant son rôle, ce dernier reprend les commandes et s'envole en tête pour remporter son quatrième titre une semaine seulement après avoir couru le marathon olympique en 2 h 17 min 45 s. Tesfayohannes voit revenir sur lui le Français Raymond Fontaine mais parvient à garder l'avantage pour remporter la médaille d'argent. Il devient ainsi le premier Africain médaillé en course en montagne en catégorie senior. L'Italie s'impose au classement par équipes. L'Érythrée décroche également sa première médaille par équipes. La Suisse complète le podium,.

### Seniors

#### Courses individuelles
| Rang               | Athlète              | Pays             | Temps       |
| ------------------ | -------------------- | ---------------- | ----------- |
| Médaille d'or      | Jonathan Wyatt       | Nouvelle-Zélande | 48 min 47 s |
| Médaille d'argent  | Tesfayohannes Mesfin | Érythrée         | 50 min 4 s  |
| Médaille de bronze | Raymond Fontaine     | France           | 50 min 26 s |
| 4                  | Helmut Schiessl      | Allemagne        | 50 min 50 s |
| 5                  | Billy Burns          | Angleterre       | 51 min 19 s |
| 6                  | Marco Gaiardo        | Italie           | 51 min 27 s |
| 7                  | Teklemariam Merid    | Érythrée         | 51 min 31 s |
| 8                  | John Brown           | Angleterre       | 51 min 39 s |

| Rang               | Athlète              | Pays               | Temps       |
| ------------------ | -------------------- | ------------------ | ----------- |
| Médaille d'or      | Rosita Rota Gelpi    | Italie             | 50 min 27 s |
| Médaille d'argent  | Anna Pichrtová       | République tchèque | 50 min 37 s |
| Médaille de bronze | Andrea Mayr          | Autriche           | 50 min 52 s |
| 4                  | Antonella Confortola | Italie             | 51 min 4 s  |
| 5                  | Tracey Brindley      | Écosse             | 51 min 16 s |
| 6                  | Svetlana Demidenko   | Russie             | 51 min 43 s |
| 7                  | Izabela Zatorska     | Pologne            | 51 min 57 s |
| 8                  | Shireen Crumpton     | Nouvelle-Zélande   | 51 min 59 s |

#### Courses par équipes
| Rang               | Pays | Points |
| ------------------ | --- | ------ |
| Médaille d'or      | Italie Marco Gaiardo (6e) Marco De Gasperi (9e) Davide Chicco (11e) Gabriele Abate (18e) Roberto Porro (21e) Antonio Molinari (25e) | 44     |
| Médaille d'argent  | Érythrée Tesfayohannes Mesfin (2e) Teklemariam Merid (7e) Teklesenbet Fetle (23e) Mehari Ahferom (34e)                              | 66     |
| Médaille de bronze | Suisse Sébastien Epiney (13e) Alexis Gex-Fabry (14e) Toni Jöhl (22e) Tarcis Ançay (26e) Stéphane Joly (48e) Georges Volery (66e)    | 75     |

| Rang               | Pays                                                                                                | Points |
| ------------------ | --------------------------------------------------------------------------------------------------- | ------ |
| Médaille d'or      | Italie Rosita Rota Gelpi (1re) Antonella Confortola (4e) Flavia Gaviglio (9e) Matilde Ravizza (23e) | 14     |
| Médaille d'argent  | Autriche Andrea Mayr (3e) Petra Summer (10e) Sandra Baumann (36e) Patrizia Rausch (39e)             | 49     |
| Médaille de bronze | États-Unis Anita Ortiz (11e) Laura Haefeli (15e) Erica Larson (24e) Lisa Isom (31e)                 | 50     |

### Juniors

#### Courses individuelles
| Rang               | Athlète             | Pays     | Temps       |
| ------------------ | ------------------- | -------- | ----------- |
| Médaille d'or      | Haben Mohamed       | Érythrée | 45 min 16 s |
| Médaille d'argent  | Kiflom Weldemichael | Érythrée | 45 min 42 s |
| Médaille de bronze | Juan Carlos Carera  | Mexique  | 46 min 2 s  |

| Rang               | Athlète           | Pays     | Temps       |
| ------------------ | ----------------- | -------- | ----------- |
| Médaille d'or      | Ioulia Motchalova | Russie   | 26 min 40 s |
| Médaille d'argent  | Lucija Krkoč      | Slovénie | 28 min 11 s |
| Médaille de bronze | Mateja Kosovelj   | Slovénie | 29 min 48 s |

#### Courses par équipes
| Rang               | Pays                                                                                                 | Points |
| ------------------ | --- | ------ |
| Médaille d'or      | Érythrée Haben Mohamed (1er) Kiflom Weldemichael (2e) Biniam Tewelde (4e) Kidane Gebreselassie (16e) | 7      |
| Médaille d'argent  | Turquie Nihat Kaya (8e) Sedat Gönen (9e) Muğdat Öztürk (12e)                                         | 29     |
| Médaille de bronze | Italie Bernard Dematteis (5e) Mattia Roppolo (11e) Martin Dematteis (14e) Ruggero Ghezzi (15e)       | 30     |

| Rang               | Pays                                                                     | Points |
| ------------------ | ------------------------------------------------------------------------ | ------ |
| Médaille d'or      | Slovénie Lucija Krkoč (2e) Mateja Kosovelj (3e) Suza Mladenovic (23e)    | 5      |
| Médaille d'argent  | Russie Ioulia Mochalova (1re) Tatiana Makarova (6e) Natalia Nemkina (9e) | 7      |
| Médaille de bronze | Pologne Dominika Wiśniewska (4e) Dagmara Handzlik (13e) Iwona Bota (20e) | 17     |